# Гамбара
 Тази статия е за лангобардската кралица.  За градчето в Северна Италия вижте Гамбара (Италия).  
Гамбара (на латински: Gambara) е митологична кралица на лангобардите (винилите). Тя се допитва при Богинята Фрея.
Майка е на херцозите Ибор и Айо, които тръгват от Скандинавия към Средна Европа и имат победа над вандалите, амбрите и асите.